# Эфимия
Эфи́мия, или Эхе́мия (др.-греч. Ἐχέμεια) — в греческой мифологии жена Меропа, царя острова Кос.

## Мифология
О происхождении Эфимии мало что известно. В основном о её жизни и трагической судьбе рассказывает небольшой отрывок из мифолого-астрономического трактата «Астрономия», дошедший до нас под именем Гигина.
Эфимия происходила из рода нимф. Мужем её был Мероп, известный также как отец Пандарея, похитителя золотой собаки из храма Зевса на Крите. Мероп царствовал на острове Кос. Так он его назвал в честь своей дочери, чтобы увековечить её имя. Обитателей же острова назвал своим именем — меропами; впоследствии они были покорены Гераклом. По некоторым сведениям, Мероп впервые стал поклоняться богам. Однако Эфимия отказалась почитать богиню Артемиду (у Гигина она зовётся на римский лад Дианой), чем сильно оскорбила её. Разгневанная Артемида решила наказать непокорную и стала пронзать её тело стрелами. Затем богиня Персефона (Гигин её называет Прозерпиной) унесла Эфимию живой в царство мёртвых.
Царь Мероп безутешно горевал о жене. Страдания его были столь мучительны, что он больше не хотел жить и пытался наложить на себя руки. Видя это, богиня Гера (у Гигина она упомянута под именем Юноны) сжалилась над несчастным и превратила его в орла, после чего она поместила его на небо, среди созвездий, чтобы он, лишённый человеческого облика, больше не томился от горя и тоски, вспоминая свою супругу.